# Casa de Thomas P. Ives
La Casa de Thomas P. Ives es un Monumento Histórico Nacional en 66 Power Street en College Hill en la ciudad de Providence, la capital del estado de Rhode Island (Estados Unidos). Construida entre 1803 y 1806, esta casa de ladrillos es un ejemplo extremadamente bien conservado y poco alterado del estilo adamesco-Federal. La casa fue construida por Caleb Ormsbee, un maestro de obras de Providence, para Thomas Poynton Ives, un rico comerciante. Aunque dos de sus cámaras principales fueron redecoradas en la década de 1870, estas alteraciones se revirtieron en la década de 1950. La casa estuvo en manos de la familia Ives durante más de 150 años. Fue designado Monumento Histórico Nacional el 30 de diciembre de 1970. 

## Descripción
La Casa Ives es una estructura de ladrillo de tres pisos y medio, con techo a cuatro aguas rodeado por una balaustrada baja. La fachada frontal y los laterales están colocados en bond flamenco, mientras que la pared trasera está colocada en bond americano. El frente tiene cinco tramos de ancho, con un porche circular de un solo piso (una adición de 1884) que alberga la entrada central. La puerta está flanqueada por ventanas laterales y rematada por un tragaluz elíptico. En el lado derecho de la casa hay una bahía saliente, que originalmente era de un solo piso pero ahora se eleva los tres pisos completos. La cornisa del techo principal es modillones.
El primer piso del interior es una presencia grandiosa e imponente. El pasillo central tiene 3 m de ancho, con habitaciones a cada lado y una escalera que sube en espiral. El salón principal está a la derecha, con una biblioteca ovalada en el centro y una sala de fumadores en la parte posterior. A la izquierda está el comedor, con despensa y cocina detrás. Las salas públicas están decoradas con delicadas carpinterías de estilo adamesco, y el salón y el comedor también presentan una decoración de yeso especialmente elaborada.

## Historia

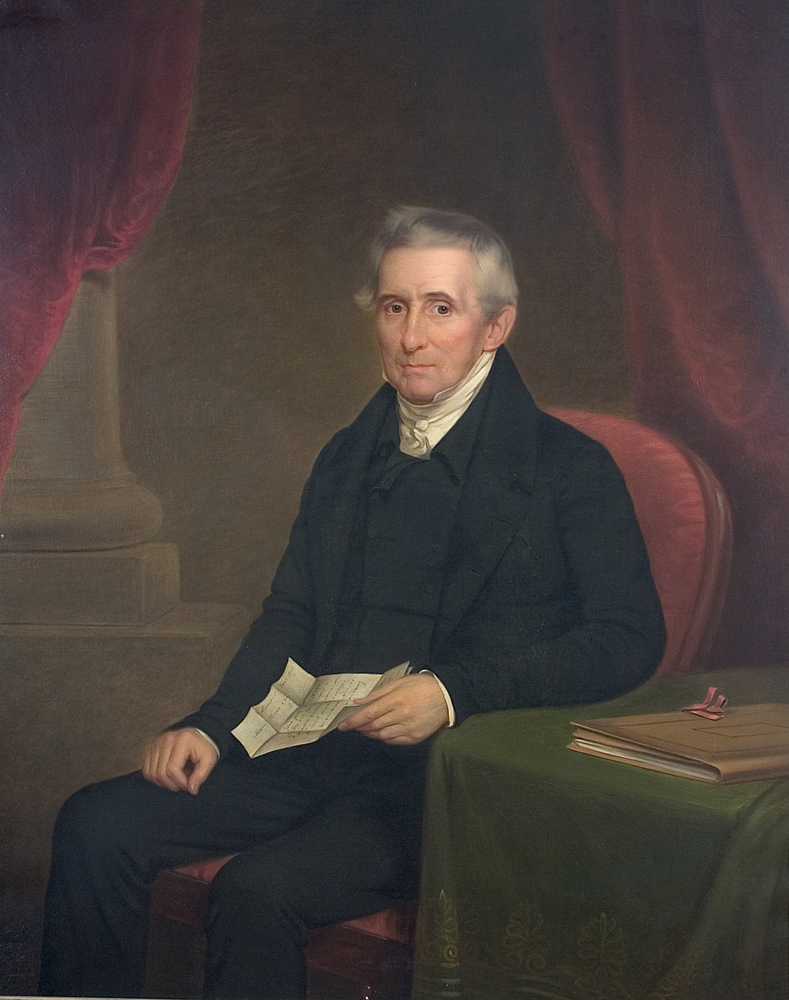
Thomas Poynton Ives, pintado por James Sullivan Lincoln

Thomas Poynton Ives fue un rico comerciante, que recibió su formación en la casa de contabilidad de Nicholas Brown, Sr., se casó con la hija de Brown, Hope, y en 1796 formó la sociedad de Brown & Ives con Nicholas Brown, Jr., por quien se nombra la Universidad Brown. Ives contrató a Caleb Ormsbee para construir esta casa, que se construyó entre 1803 y 1806. La casa permaneció en manos de la familia Ives hasta 1910. En ese momento se vendió a la Universidad Brown, conservando un derecho de ocupación de por vida para los propietarios.
La casa sufrió una serie de reformas relativamente modestas. La iluminación de gas y la calefacción centralizada se agregaron en 1848, y las puertas francesas se agregaron a la biblioteca en 1910. Los más significativos ocurrieron en la década de 1870, cuando el comedor y la biblioteca fueron redecorados al estilo neocolonial. Esta obra se eliminó en 1954 y se reemplazó por uno federal más acorde con el resto de la casa. Se instaló una repisa de chimenea de época de Filadelfia en el comedor como parte de este trabajo.
La casa fue designada Monumento Histórico Nacional e incluida en el Registro Nacional de Lugares Históricos en 1970;  se incluyó como una propiedad que contribuye al extenso distrito histórico de College Hill, un distrito histórico nacional ubicado en el vecindario de College Hill que abarca el centro histórico de Providence.

## Galería

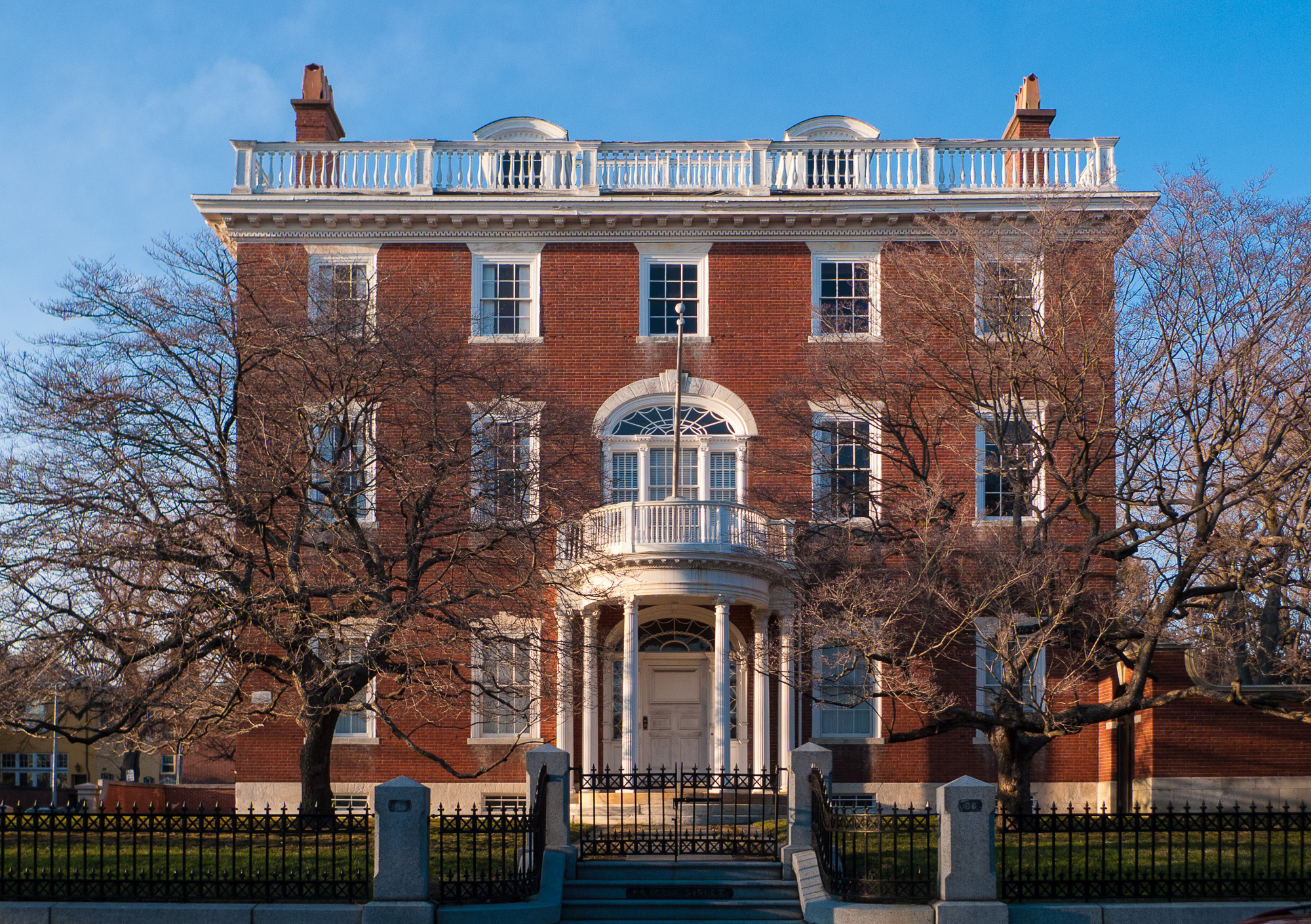
Invierno 2011
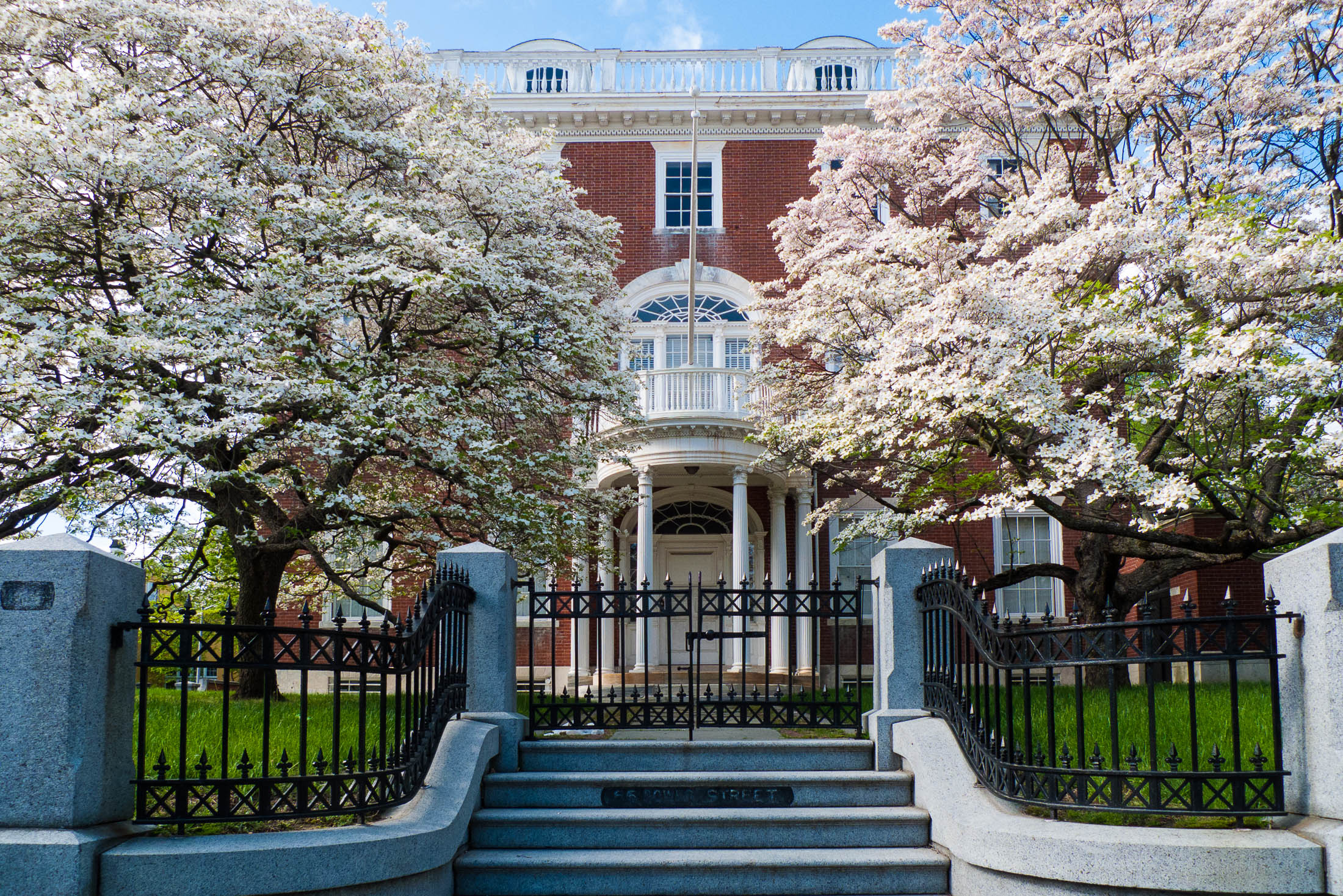
Primavera 2011
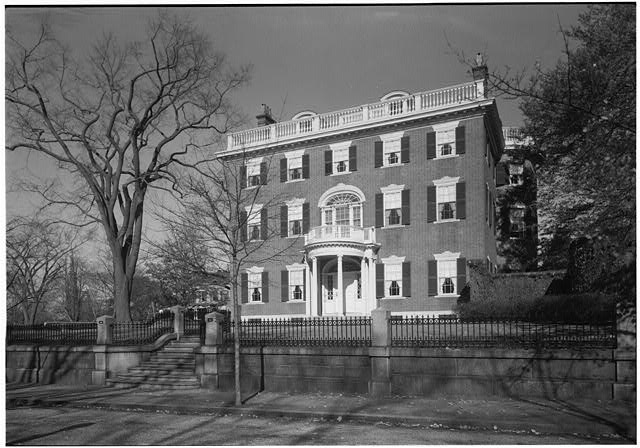
Casa en 1937
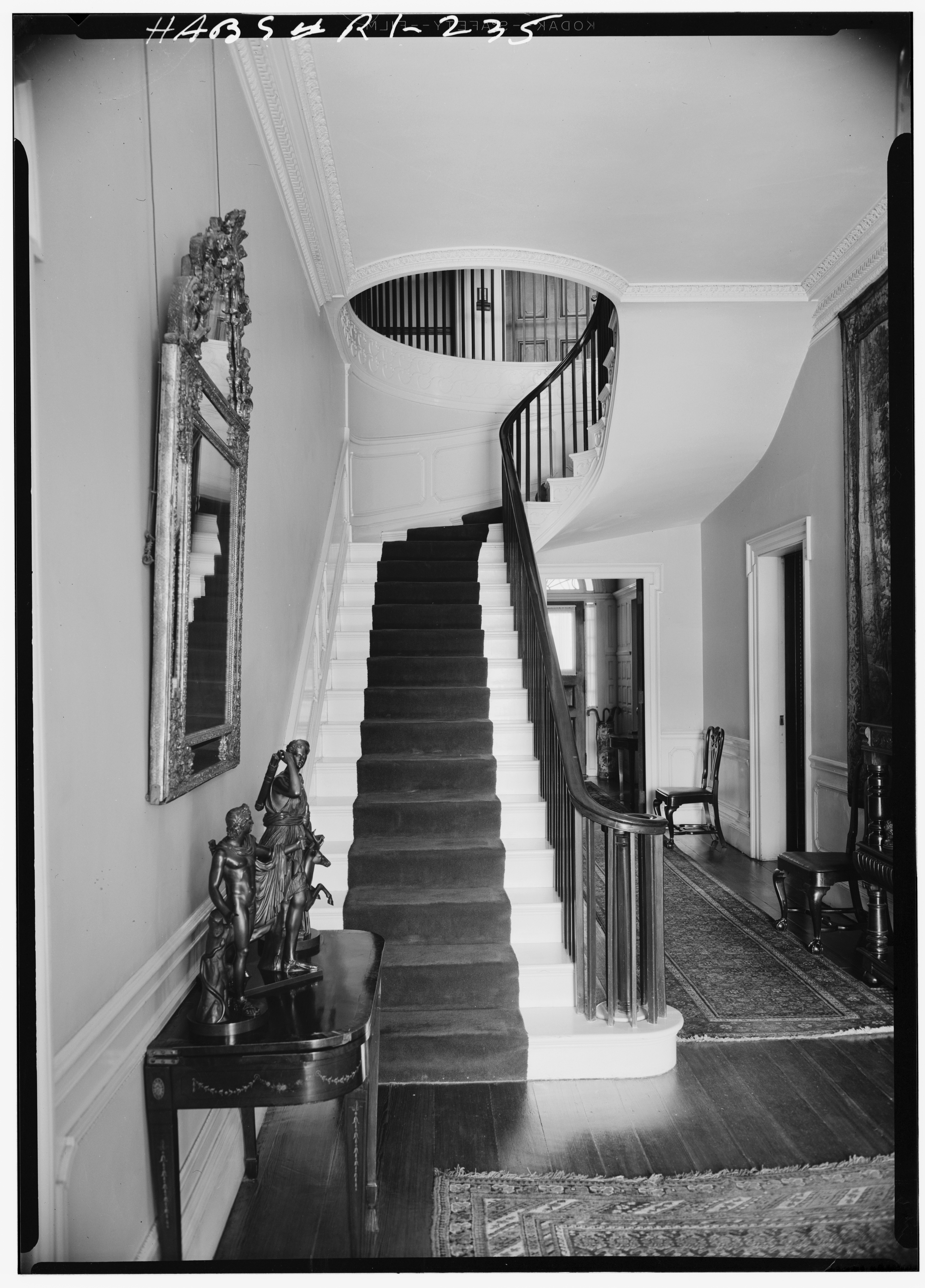
Escalera en 1958
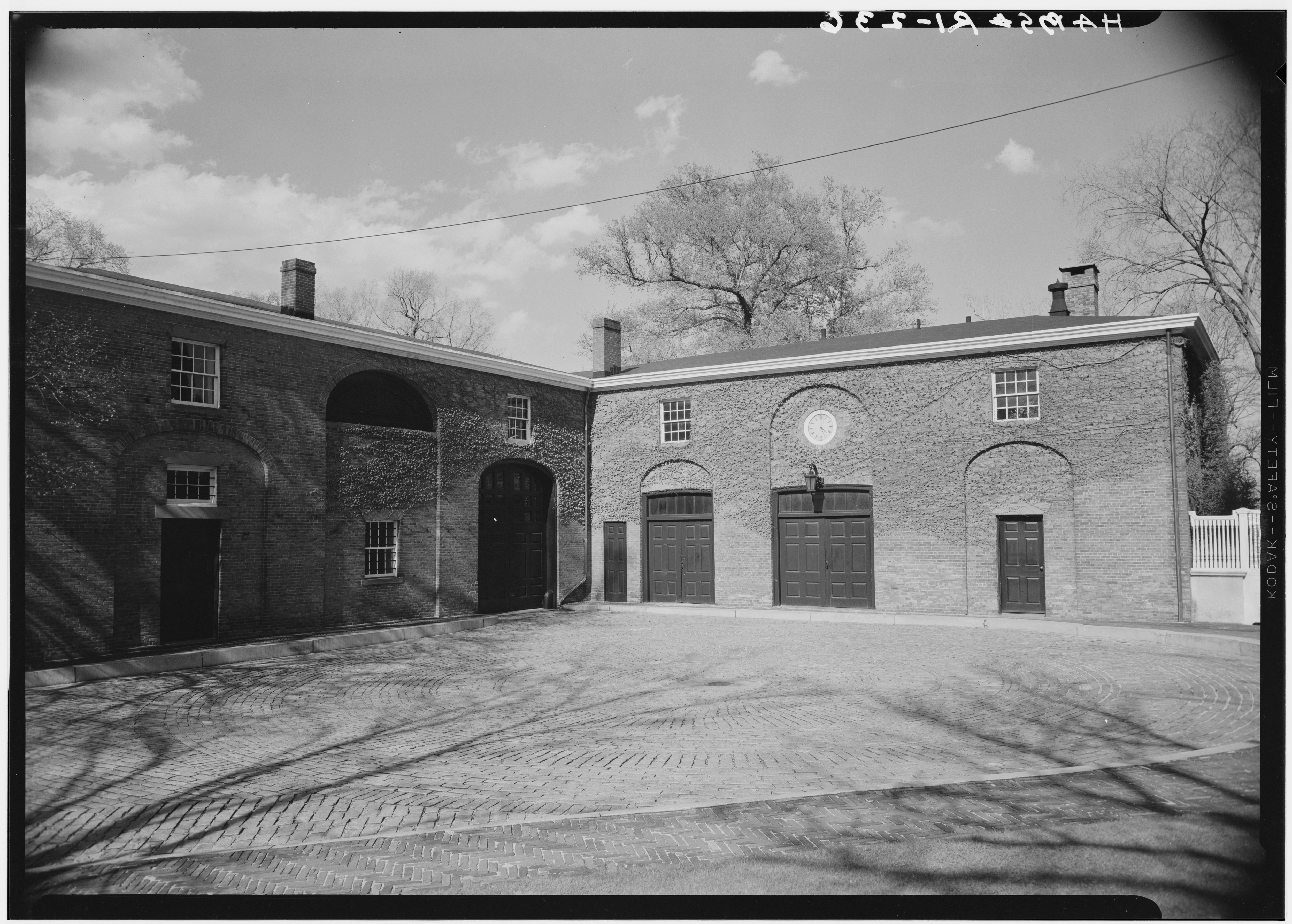
Establos y cocheras, 1958